# Akahiko
Akahiko (あかひこ) est un prénom japonais masculin. C'est aussi un nom de famille, des confusions sont possibles car les kanjis employés peuvent être les mêmes.

## En kanji
Ce prénom peut s'écrire :
- 茜彦 : garance et bel homme
- 紅彦 : rouge foncé et bel homme
- 朱彦 : vermillon et bel homme
- 赤彦 : écarlate et bel homme
- 明彦 : brillant et bel homme

## Personnes célèbres
- Akihiko Nakaya, pilote automobile.
- Akahiko Shimaki, journaliste.